# 即墨故城及六曲山墓群
即墨故城及六曲山墓群位于中华人民共和国山东省青岛市平度市古岘镇。即墨故城外城呈长方形，南北长5公里，东西宽2.5公里，面积12.5平方公里。东城墙南北现长1000米，顶宽30米，墙基宽45米，高5米。城墙东北和北墙东段现高1米。夯筑。有城门尚存。考古曾在城内出土大量文物。六曲山墓群是一古墓葬群。该遗址曾于2021年10月遭到团伙盗掘。